# 2022–2023-as 2. hokejová liga-szezon
A 2022–2023-as 2. hokejová liga-szezon Szlovákia harmadosztályú jégkorongbajnokságának, a 2. hokejová ligának a harmincadik szezonja. A 2021–2022-es szezon rájátszásának a győztese a HK Steel Team Trebišov volt.

## Lebonyolítás
A bajnokság két szakaszra van osztva, az alapszakaszra és a rájátszásra.

### Alapszakasz
Az alapszakasz első részében, mindkét csoportban a csapatok 1-1 meccset játszanak a többi csapattal. A nyugati csoportban ez csapatonként 12 mérkőzést jelent, míg a keletiben 10-et.

### Középszakasz

#### Felsőház
A felsőházba az alapszakasz két csoportjában az első három helyen végző csapat jut be. Mindegyik csapat 10 mérkőzést játszik, 1-1-et a többi felsőházban szereplő csapattal, otthon és idegenben. A felsőházba jutott csapatok mind bekerülnek a liga rájátszásába.

#### Alsóház
Az alsóház két csoportjába azok a csapatok jutnak, amelyek az nyugati csoportban a 4-7. helyen, a keleti csoportban pedig a 4-6. helyen végeztek az alapszakasz során. Az alsóház két csoportjában a csapatok ugyanúgy a földrajzi elhelyezkedésük szerint vannak beosztva, mint az alapszakaszban. Az alsóház két csoportjában az első helyen végző csapatok bejutnak a rájátszásba.

### Rájátszás
A rájátszásban 8 csapat játszik, 3 fordulón keresztül játszanak a bajnoki címért, illetve egy kiegészítő fordulóban a harmadik helyezésért. A rájátszás győztese a következő szezonban a TIPOS Slovenská hokejová ligában játszik.

## Résztvevők
A 2023-24-es szezonban részt vevő csapatok:
| Csoport | Csapat                       | Város            | Kerület                 | Jégcsarnok                   | Férőhely | Alapítás éve |
| --- | ---------------------------- | ---------------- | ----------------------- | ---------------------------- | -------- | ------------ |
| Keleti | HK Bardejov                  | Bártfa           | Eperjesi kerület        | Bártfai jégcsarnok           | 2 500    | 2016         |
| Keleti | HK Detva                     | Gyetva           | Besztercebányai kerület | Gyetvai jégcsarnok           | 1 800    | 2007         |
| Keleti | MHK AUTOCAR Dolný Kubín      | Alsókubin        | Zsolnai kerület         | Alsókubini jégcsarnok        | 500      | 1995         |
| Keleti | HK Sabinov                   | Kisszeben        | Eperjesi kerület        | Kisszebeni jégcsarnok        |          | 1948         |
| Keleti | HK Slovan Gelnica            | Gölnicbánya      | Kassai kerület          | Peter Bindas jégcsarnok      |          | 1949         |
| Keleti | MHK Kežmarok                 | Késmárk          | Eperjesi kerület        | Késmárki jégcsarnok          | 3 000    | 1931         |
| Nyugati | HK Brezno                    | Breznóbánya      | Besztercebányai kerület | Breznóbányai jégcsarnok      | 3 000    | 1935         |
| Nyugati | MŠK Púchov                   | Puhó             | Trencséni kerület       | Puhói jégcsarnok             | 1 943    | 1946         |
| Nyugati | HO Hamikovo O.Z. Hamuliakovo | Gutor            | Pozsonyi kerület        | Gutori jégcsarnok            |          | 2010         |
| Nyugati | MHA Martin                   | Turócszentmárton | Zsolnai kerület         | Turócszentmártoni jégcsarnok | 4 200    | 2018         |
| Nyugati | HK Iskra Partizánske         | Simony           | Trencséni kerület       | Simonyi jégcsarnok           |          |              |
| Nyugati | HK Slovan Levice             | Léva             | Nyitrai kerület         | Lévai jégcsarnok             | 2 286    | 1987         |
| Nyugati | Hockey Club Dukla Senica     | Szenice          | Nagyszombati kerület    | Szenicei jégcsarnok          | 3 000    | 1989         |
| Bardejov Detva Dolný Kubín Sabinov Gelnica Kežmarok Brezno Púchov Hamuliakovo Martin Partizánske Levice Senica A 2023–24-es szezon résztvevői · Nyugati csoport Keleti csoport |                              |                  |                         |                              |          |              |

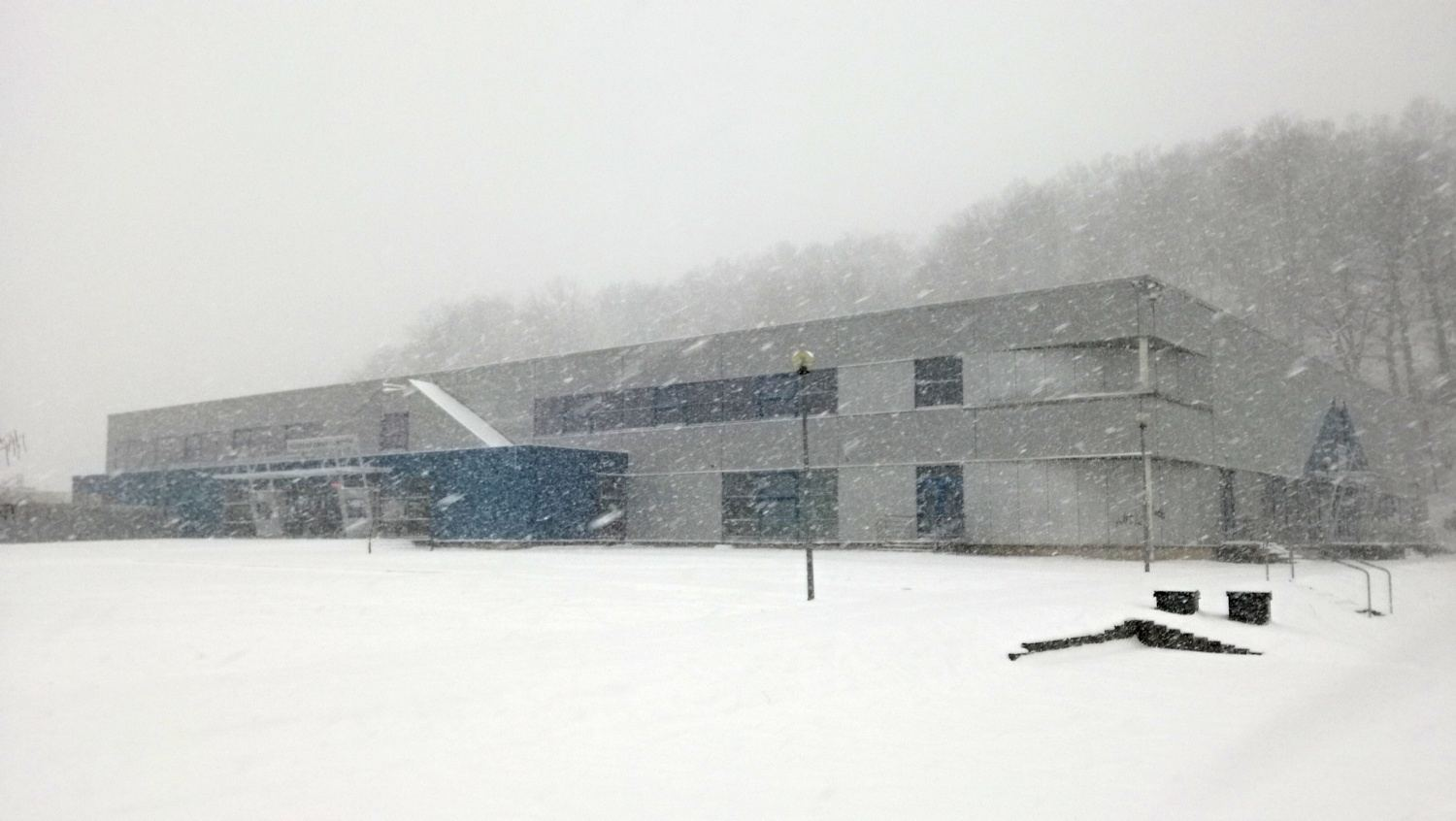
A bártfai városi jégcsarnok
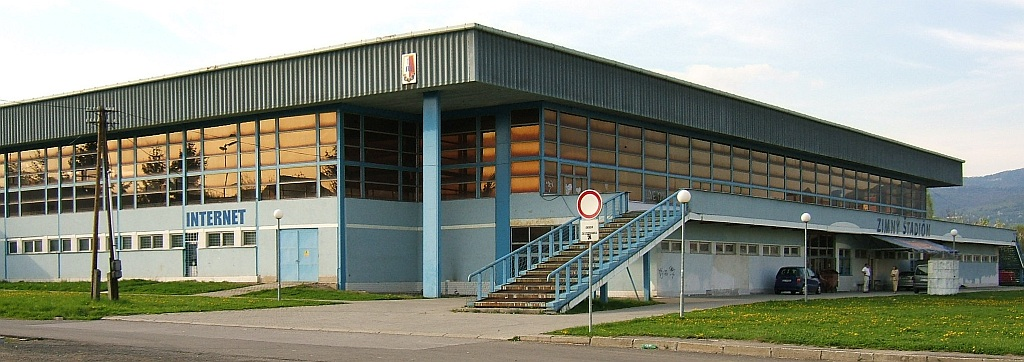
A gyetvai jégcsarnok
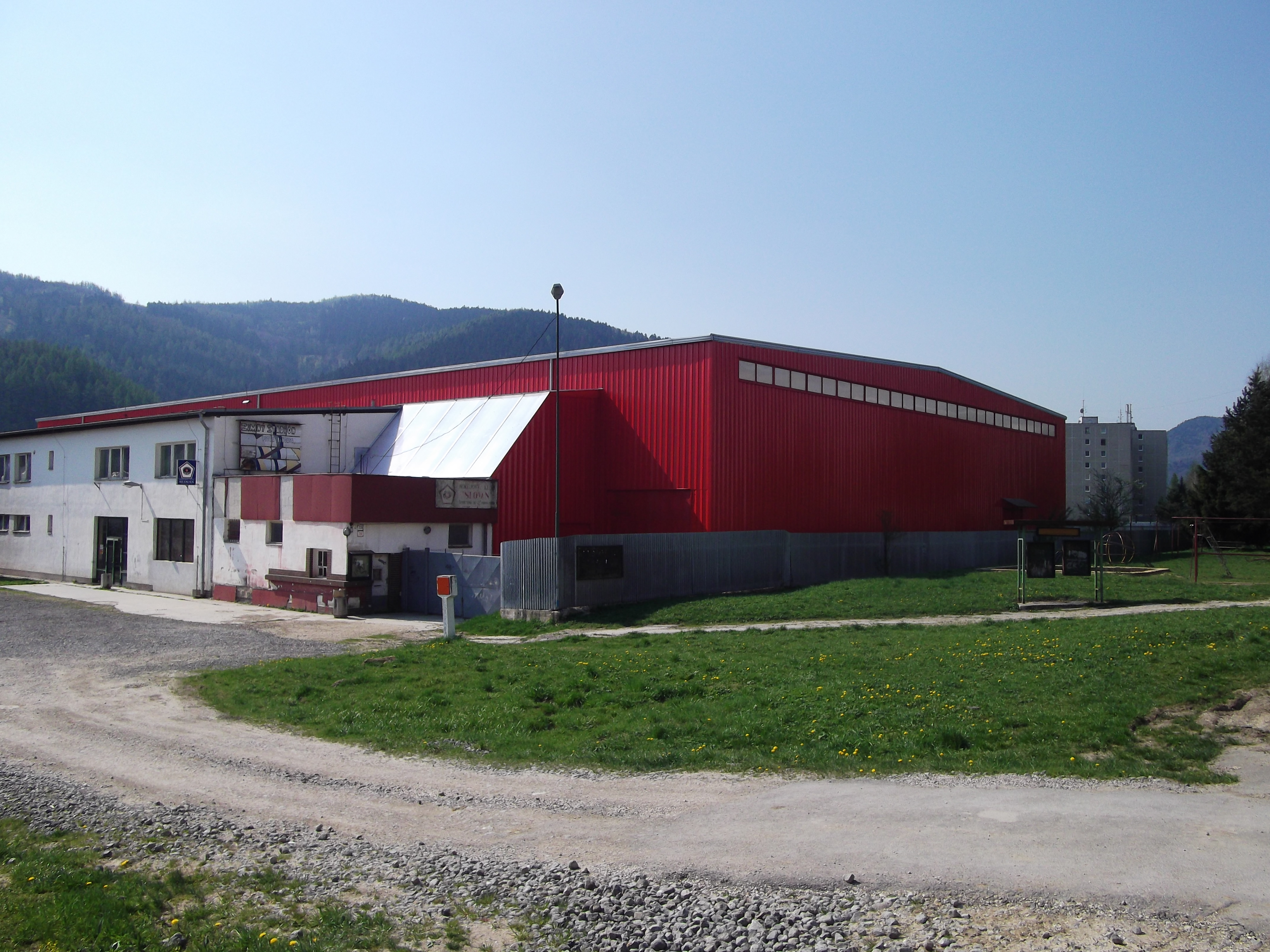
A gölnicbányai jégcsarnok
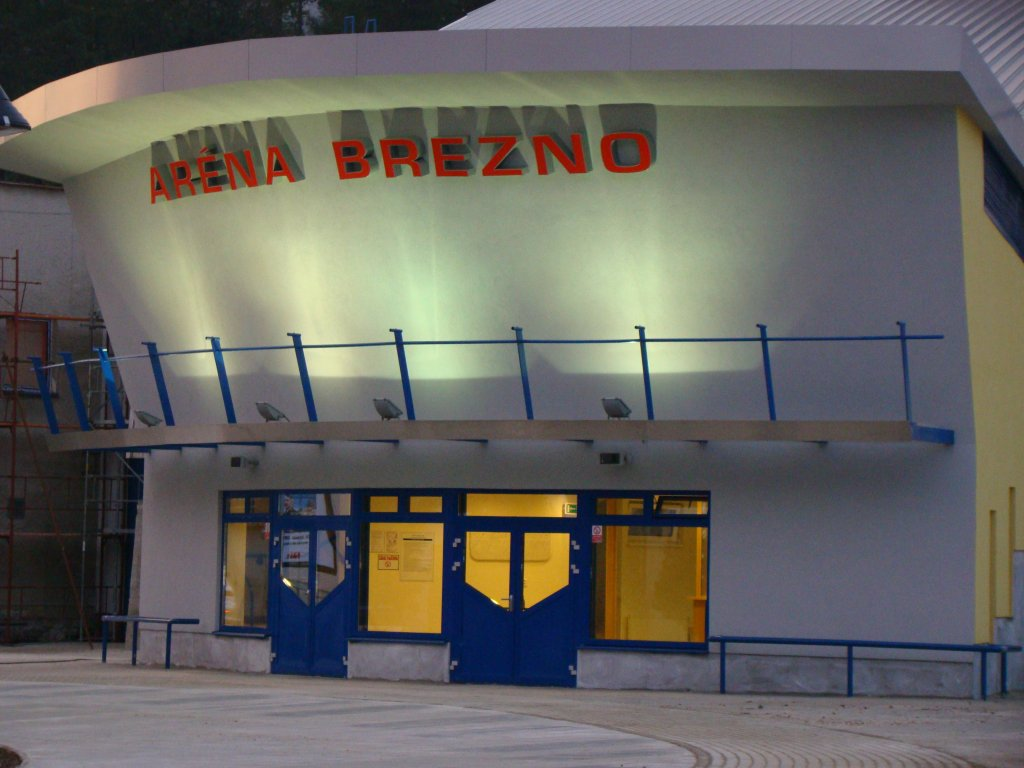
A breznóbányai jégcsarnok

## Alapszakasz

### Nyugati csoport
|  | A csapat bejutott a felsőházba |
|  | A csapat bejutott az alsóházba |

| Poz. | Csapat                       | LM | Gy | GY.H. | V.H. | V  | G     | P  |
| ---- | ---------------------------- | -- | -- | ----- | ---- | -- | ----- | -- |
| 1.   | HK Detva                     | 12 | 8  | 0     | 3    | 1  | 59:38 | 27 |
| 2.   | Hockey Club Dukla Senica     | 12 | 8  | 1     | 0    | 3  | 64:33 | 26 |
| 3.   | HKM Rimavská Sobota          | 12 | 8  | 0     | 1    | 3  | 66:35 | 25 |
| 4.   | HK Delikateso Bratislava     | 12 | 6  | 1     | 0    | 5  | 49:49 | 20 |
| 5.   | MŠK Púchov                   | 12 | 6  | 1     | 0    | 5  | 61:50 | 20 |
| 6.   | HO Hamikovo O.Z. Hamuliakovo | 12 | 1  | 1     | 0    | 10 | 29:78 | 5  |
| 7.   | HK Iskra Partizánske         | 12 | 1  | 0     | 0    | 11 | 33:78 | 3  |

### Keleti csoport
|  | A csapat bejutott a felsőházba |
|  | A csapat bejutott az alsóházba |

| Poz. | Csapat                     | LM | Gy | GY.H. | V.H. | V | G     | P  |
| ---- | -------------------------- | -- | -- | ----- | ---- | - | ----- | -- |
| 1.   | HK Steel Team Trebišov     | 12 | 9  | 1     | 0    | 2 | 56:32 | 29 |
| 2.   | HK Bardejov                | 12 | 8  | 1     | 1    | 2 | 53:30 | 27 |
| 3.   | MHK Kežmarok               | 12 | 8  | 0     | 1    | 3 | 63:31 | 25 |
| 4.   | MHK AUTOCAR Dolný Kubín    | 12 | 6  | 2     | 1    | 3 | 61:40 | 23 |
| 5.   | HK Slovan Gelnica          | 12 | 2  | 1     | 1    | 8 | 35:58 | 9  |
| 6.   | MHk 32 Liptovský Mikuláš B | 12 | 2  | 1     | 0    | 9 | 33:73 | 8  |
| 7.   | HK Sabinov                 | 12 | 1  | 0     | 2    | 9 | 42:79 | 5  |

## Középszakasz

### Alsóház

#### Nyugati csoport
|  | A csapat bejutott a rájátszásba |
|  | A csapat bejutott a rájátszásba |

| Poz. | Csapat                       | LM | Gy | GY.H. | V.H. | V  | G     | P  |
| ---- | ---------------------------- | -- | -- | ----- | ---- | -- | ----- | -- |
| 1.   | HK Delikateso Bratislava     | 12 | 10 | 0     | 0    | 2  | 60:35 | 30 |
| 2.   | MŠK Púchov                   | 12 | 8  | 0     | 0    | 4  | 72:40 | 24 |
| 3.   | HK Iskra Partizánske         | 12 | 4  | 0     | 0    | 8  | 48:73 | 12 |
| 4.   | HO Hamikovo O.Z. Hamuliakovo | 12 | 2  | 0     | 0    | 10 | 36:68 | 6  |

#### Keleti csoport
|  | A csapat bejutott a rájátszásba |
|  | A csapat bejutott a rájátszásba |

| Poz. | Csapat                     | LM | Gy | GY.H. | V.H. | V | G     | P  |
| ---- | -------------------------- | -- | -- | ----- | ---- | - | ----- | -- |
| 1.   | MHK AUTOCAR Dolný Kubín    | 12 | 9  | 2     | 0    | 1 | 69:29 | 31 |
| 2.   | HK Slovan Gelnica          | 12 | 6  | 1     | 1    | 4 | 50:55 | 21 |
| 3.   | MHk 32 Liptovský Mikuláš B | 12 | 3  | 1     | 0    | 8 | 43:57 | 11 |
| 4.   | HK Sabinov                 | 12 | 2  | 0     | 3    | 7 | 46:67 | 9  |

### Felsőház
|  | A csapat bejut a rájátszásba |

| Poz. | Csapat                   | LM | Gy | GY.H. | V.H. | V | G     | P  |
| ---- | ------------------------ | -- | -- | ----- | ---- | - | ----- | -- |
| 1.   | HK Steel Team Trebišov   | 10 | 5  | 2     | 1    | 3 | 32:33 | 20 |
| 2.   | Hockey Club Dukla Senica | 10 | 5  | 1     | 0    | 4 | 34:30 | 17 |
| 3.   | HKM Rimavská Sobota      | 10 | 5  | 1     | 0    | 4 | 36:34 | 17 |
| 4.   | HK Detva                 | 10 | 4  | 0     | 4    | 2 | 34:32 | 16 |
| 5.   | MHK Kežmarok             | 10 | 3  | 1     | 0    | 6 | 32:33 | 11 |
| 6.   | HK Bardejov              | 10 | 2  | 1     | 1    | 6 | 28:34 | 9  |

## Rájátszás
|  | Negyeddöntők | Negyeddöntők             | Negyeddöntők |                          |    | Elődöntők           | Elődöntők                | Elődöntők |    |                         | Döntő         | Döntő         | Döntő |  |
|  |              |                          |              |                          |    |                     |                          |           |    |                         |               |               |       |  |
|  | 3.           | HKM Rimavská Sobota      | 3            |                          |    |                     |                          |           |    |                         |               |               |       |  |
|  | 3.           | HKM Rimavská Sobota      | 3            |                          |    |                     |                          |           |    |                         |               |               |       |  |
|  | 6.           | HK Bardejov              | 1            |                          |    |                     |                          |           |    |                         |               |               |       |  |
|  | 6.           | HK Bardejov              | 1            |                          | 3. | HKM Rimavská Sobota | 3                        |           |    |                         |               |               |       |  |
|  |              |                          |              |                          | 3. | HKM Rimavská Sobota | 3                        |           |    |                         |               |               |       |  |
|  |              |                          | 8.           | HK Delikateso Bratislava | 0  |                     |                          |           |    |                         |               |               |       |  |
|  | 3.           | HK Steel Team Trebišov   | 8.           | HK Delikateso Bratislava | 0  | 2                   |                          |           |    |                         |               |               |       |  |
|  | 3.           | HK Steel Team Trebišov   |              |                          |    |                     |                          |           |    |                         |               |               |       |  |
|  | 8.           | HK Delikateso Bratislava | 3            |                          |    |                     |                          |           |    |                         |               |               |       |  |
|  | 8.           | HK Delikateso Bratislava | 3            |                          | 3. | HKM Rimavská Sobota | 3                        |           |    |                         |               |               |       |  |
|  |              |                          |              |                          |    |                     |                          |           |    |                         |               |               |       |  |
|  |              |                          | 4.           | HK Detva                 | 1  |                     |                          |           |    |                         |               |               |       |  |
|  | 4.           | HK Detva                 | 4.           | HK Detva                 | 1  | 3                   |                          |           |    |                         |               |               |       |  |
|  | 4.           | HK Detva                 |              |                          |    | 3                   |                          |           |    |                         |               |               |       |  |
|  | 5.           | MHK Kežmarok             | 2            |                          |    |                     |                          |           |    |                         |               |               |       |  |
|  | 5.           | MHK Kežmarok             | 2            |                          | 4. | HK Detva            | 3                        |           |    | Bronzmérkőzés           | Bronzmérkőzés | Bronzmérkőzés |       |  |
|  |              |                          |              |                          | 4. | HK Detva            | 3                        |           |    |                         |               |               |       |  |
|  |              |                          | 7.           | MHK AUTOCAR Dolný Kubín  | 0  |                     |                          |           |    |                         |               |               |       |  |
|  | 2.           | HC Dukla Senica          | 7.           | MHK AUTOCAR Dolný Kubín  | 0  | 2                   |                          |           | 7. | MHK AUTOCAR Dolný Kubín | 3             |               |       |  |
|  | 2.           | HC Dukla Senica          |              |                          |    |                     |                          |           | 7. | MHK AUTOCAR Dolný Kubín | 3             |               |       |  |
|  | 6.           | MHK AUTOCAR Dolný Kubín  | 3            |                          |    | 8.                  | HK Delikateso Bratislava | 1         |    |                         |               |               |       |  |